# Mauléon-d’Armagnac
Mauléon-d’Armagnac település Franciaországban, Gers megyében. Lakosainak száma 266 fő (2022. január 1.). Mauléon-d’Armagnac Labastide-d’Armagnac, Castex-d’Armagnac, Estang, Lannemaignan és Monclar községekkel határos.

## Népesség
A település népességének változása:
| Lakosok száma | 523  | 369  | 311  | 281  | 281  | 281  | 275  | 269  | 266  | 266  |
|               | 1968 | 1982 | 1990 | 2006 | 2013 | 2015 | 2017 | 2019 | 2020 | 2022 |